# Baldos
Baldos is een plaats (freguesia) in de Portugese gemeente Moimenta da Beira en telt 253 inwoners (2001).